# Берзенов, Николай Георгиевич
Николай Георгиевич Берзенов (Бердзнишвили) (1820 или 1831 —1874) — критик, журналист, этнограф; сотрудник газеты «Кавказ».

## Биография
Родился в семье грузинского священника в Ардоне (Осетия), по разным сведениям в 1820 или 1831 году. Окончил духовное училище во Владикавказе, а в 1849 году — полный курс в Тифлисской духовной семинарии. В семинарии читал много русских книг и, ознакомившись с русской литературой, настолько усовершенствовался в русском литературном языке, что его первые литературные опыты — «Очерки Осетии», напечатанные в газете «Кавказ» в 1850 году (№№ 2, 15, 28, 47—49, 84, 95), доставили ему место постоянного сотрудника в «Кавказе». При этом служил в Грузино-Имеретинской синодальной конторе, сначала — канцелярским служащим, а с 1852 года — помощников редактора. В «Кавказе» он печатал этнографические очерки нравов, представлявшие ряд характеристик из жизни населения Осетии и Грузии, и литературно-критические статьи — обзор грузинских периодических изданий. Со своими очерками он выступал и в столичной периодике (Санкт-Петербургские ведомости. — 1851. — 21, 24 ноября; Иллюстрированная газета. — 1872. — 6, 20 июля). В «Кавказе» он сотрудничал до 1870 года, нередко, исполняя корректорские обязанности; в 1856 году был редактором газеты.
В 1858 году совместно с М. К. Ломидзе он редактировал «Записки Кавказского отделения Русского географического обществ». С 1864 года участвовал в подготовке издания Кавказской археографической комиссией многотомных «Актов». В 1867 году был назначен цензором грузинского отделения Цензурного комитета. В 1870 году он поступил на службу в Кавказскую археографическую комиссию. 
Н. Г. Берзенев написал две отдельные монографии: «О грузинской медицине» и «Тифлис в историческом и этнографическом отношениях»  (Тифлис : Г. Беренштам, 1870. — [8], 153, [2] с.). Первый труд был написан им после изучения памятника древнегрузинской медициныXVI века «Караба-дима» и вызвал одобрение знатока грузинских древностей, академика М. И. Броссе. Во втором сочинении, написанном совместно с Дмитрием Бакрадзе, Берзенову принадлежит вся этнографическая часть.
Одним из первых в Грузии Берзенов написал о H. M. Карамзине, А. Н. Островском, М. Е. Салтыкове-Щедрине, Н. А. Добролюбове. Но пропагандируя русскую литературу, он знакомил общество и с грузинской: им были переведены с грузинского языка на русский древнегрузинские памятники, изданные П. И. Иоселиани в 1852—1853 гг. 
Умер в Тифлисе 4 (16) сентября 1874 года.